# Argulus borealis
Argulus borealis är en kräftdjursart som beskrevs av C. B. Wilson 1912. Argulus borealis ingår i släktet Argulus och familjen karplöss. Inga underarter finns listade i Catalogue of Life.